# Magnus Stenbock

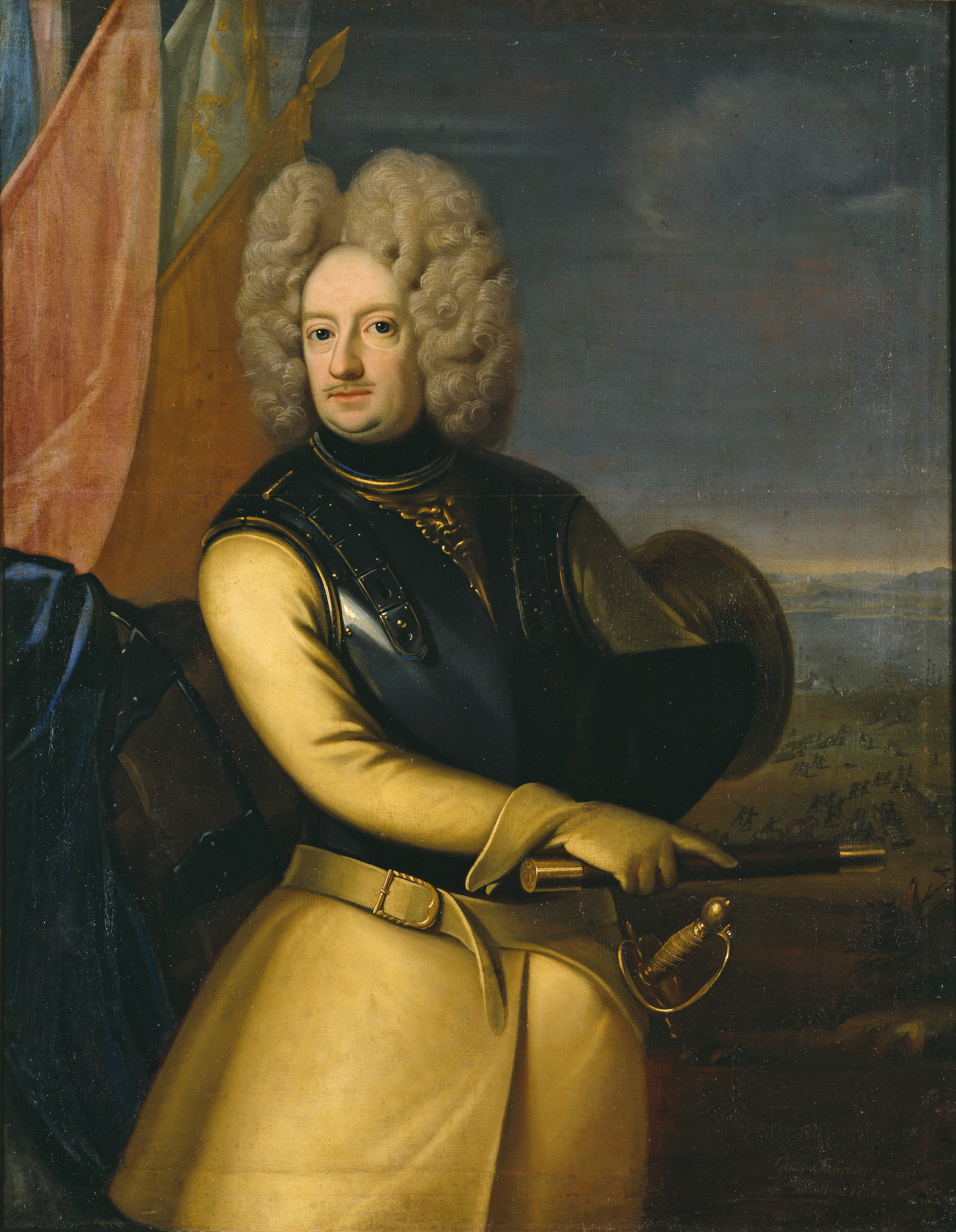
Magnus Stenbock, malował Georg Engelhard Schröder

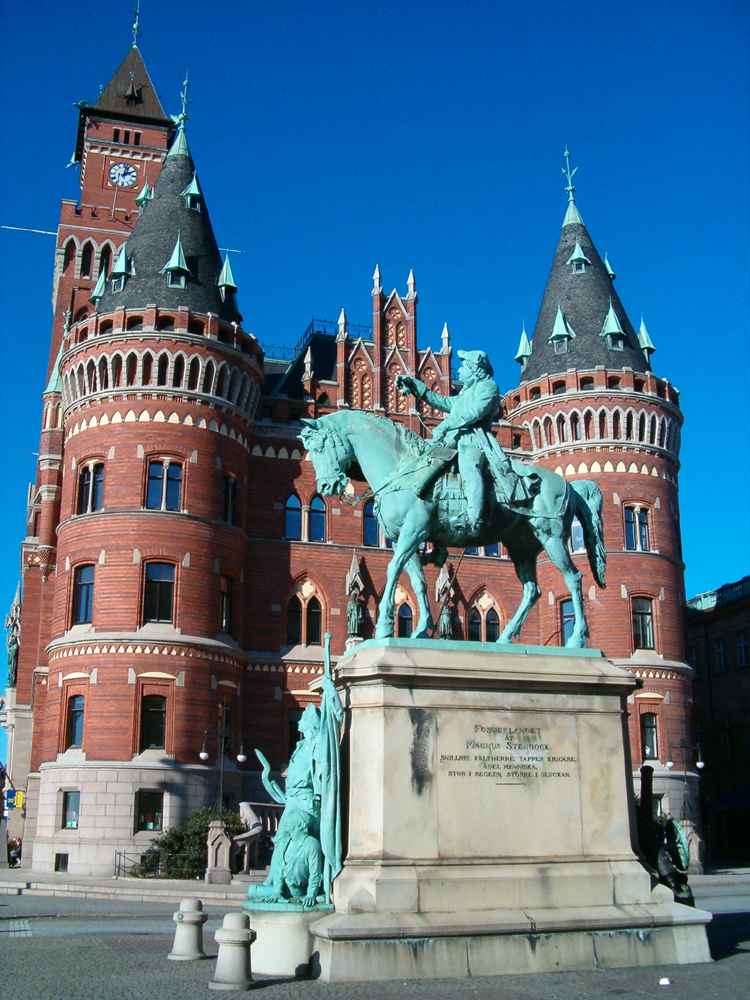
Pomnik Magnusa Stenbocka w Helsingborgu

Magnus Stenbock (ur. 12 maja?/22 maja 1665 w Sztokholmie, zm. 12 lutego?/23 lutego 1717 w Kopenhadze) – szwedzki hrabia i oficer (generał-lejtnant 1704, generał 1705, generalny gubernator Skanii 1705, feldmarszałek 1713), jeden z najwybitniejszych szwedzkich dowódców w trakcie III wojny północnej.
Pochodził z możnego rodu szlacheckiego, był synem marszałka i gubernatora Skanii Gustawa Ottona Stenbocka. W okresie dorastania Stenbocka sytuacja finansowa rodziny jednak pogorszyła się. Stenbock w latach 1678–1682 studiował w Uppsali, następnie odbył podróż po Europie.
W 1685 rozpoczął karierę wojskową jako chorąży. Szybko jednak awansował, już 1693 był pułkownikiem. W momencie rozpoczęcia wielkiej wojny północnej był dowódcą regimentu piechoty Dalarna, którym dowodził w bitwie pod Narwą (1700). Odznaczywszy się w walce otrzymał stopień generała-majora i znalazł się w najbliższym otoczeniu króla szwedzkiego Karola XII. Uczestniczył w kampaniach Karola XII na terenie Polski, m.in. wziął udział w bitwie pod Kliszowem (1702), po której został mianowany generalnym komisarzem wojennym, odpowiedzialnym za ściąganie kontrybucji od ludności (w czym był bardzo skuteczny). Pełnił tę funkcję w Polsce do 1706, m.in. był w tym okresie gubernatorem okupowanego przez Szwedów Krakowa (1702), doprowadził do uznania władzy Stanisława Leszczyńskiego przez Gdańsk (1703), brał udział w zdobyciu Lwowa (1704). Kontrolując wszelkie kontrybucje, rekwizycje i konfiskaty prowadzone przez wojska szwedzkie zapewnił też sobie znaczny udział w łupach odbudowując pozycję materialną rodziny, został też w uznaniu zasług mianowany na stanowisko generalnego gubernatora Skanii i awansowany na generała-lejtnanta (1705). W 1706 został wyznaczony na generalnego komisarza armii szwedzkiej w okupowanej wówczas Saksonii.
Po klęsce Szwedów w bitwie pod Połtawą Stenbock pośpiesznie zorganizował obronę Szwecji przed Duńczykami – w 1710 zwyciężył wojska duńskie w bitwie pod Helsingborgiem i zmusił je do wycofania się przez Sund. W 1712 został wysłany na Rugię z zadaniem wkroczenia do Polski i ponownego zainstalowania na tronie Stanisława Leszczyńskiego. Początkowo pokonał połączone siły duńsko-saskie w bitwie pod Gadebusch (po tej bitwie król Karol XII mianował Stenbocka feldmarszałkiem), jednak trudności aprowizacyjne i epidemie oraz nacisk wojsk przeciwnika zmusiły go do marszu w kierunku Holsztynu. Tu zajął twierdzę Tönningen, która jednak wkrótce potem została oblężona i 6 maja 1713 Stenbock skapitulował. Znalazł się w niewoli duńskiej i został osadzony w zamku Frederikshavn, na północ od Kopenhagi. Tam zmarł w 1717. Został pochowany w katedrze w Uppsali.